# Omolabus ecuadorensis
Omolabus ecuadorensis es una especie de coleóptero de la familia Attelabidae.

## Distribución geográfica
Habita en Perú y en Ecuador.